# Hyposmocoma
Hyposmocoma is een geslacht van vlinders uit de familie prachtmotten (Cosmopterigidae).

## Soorten
- H. abjecta (Butler, 1881)
- H. adelphella Walsingham, 1907
- H. admirationis Walsingham, 1907
- H. adolescens Walsingham, 1907
- H. advena Walsingham, 1907
- H. albifrontella Walsingham, 1907
- H. albonivea Walsingham, 1907
- H. alticola Meyrick, 1915
- H. alliterata Walsingham, 1907
- H. anisoplecta Meyrick, 1935
- H. arenella Walsingham, 1907
- H. argentea Walsingham, 1907
- H. argomacha Meyrick, 1935
- H. atrovitella Walsingham, 1907
- H. auripennis (Butler, 1881)
- H. auroargentea Walsingham, 1907
- H. auropurpurea Walsingham, 1907
- H. bacilella Walsingham, 1907
- H. barbata Walsingham, 1907
- H. belophora Walsingham, 1907
- H. bella Walsingham, 1907
- H. bilineata Walsingham, 1907
- H. blackburnii Butler, 1881
- H. brevistrigata Walsingham, 1907
- H. butalidella Walsingham, 1907
- H. caecinervis Meyrick, 1928
- H. calva Walsingham, 1907
- H. canella Walsingham, 1907
- H. carbonenotata Walsingham, 1907
- H. carnea Walsingham, 1907
- H. centralis Walsingham, 1907
- H. centronoma Meyrick, 1935
- H. cincta Walsingham, 1907
- H. cinereosparsa Walsingham, 1907
- H. commensella Walsingham, 1907
- H. conditella Walsingham, 1907
- H. continuella Walsingham, 1907
- H. corvina (Butler, 1881)
- H. costimaculata Walsingham, 1907
- H. crossotis Meyrick, 1915
- H. cupreomaculata Walsingham, 1907
- H. chilonella Walsingham, 1907
- H. chloraula Meyrick, 1928
- H. discella Walsingham, 1907
- H. discolor Walsingham, 1907
- H. divisa Walsingham, 1907
- H. domicolens (Butler, 1881)
- H. dorsella Walsingham, 1907
- H. emendata Walsingham, 1907
- H. empedota Meyrick, 1915
- H. endryas Meyrick, 1915
- H. enixa Walsingham, 1907
- H. ensifer Walsingham, 1907
- H. epicharis Walsingham, 1907
- H. erismatias Meyrick, 1928
- H. evanescens Walsingham, 1907
- H. exornata Walsingham, 1907
- H. falsimella Walsingham, 1907
- H. fallacella Walsingham, 1907
- H. ferricolor Walsingham, 1907
- H. fervida Walsingham, 1907
- H. filicivora Meyrick, 1935
- H. fractinubella Walsingham, 1907
- H. fractistriata Walsingham, 1907
- H. fractivittella Walsingham, 1907
- H. fulvida Walsingham, 1907
- H. fulvocervina Walsingham, 1907
- H. fuscopurpurea Walsingham, 1907
- H. fuscotogata Walsingham, 1907
- H. geminella Walsingham, 1907
- H. genitalis Walsingham, 1907
- H. haleakalae (Butler, 1881)
- H. hemicasis Meyrick, 1935
- H. humerovittella Walsingham, 1907
- H. hygroscopa Meyrick, 1935
- H. illuminata Walsingham, 1907
- H. impunctata Walsingham, 1907
- H. indicella Walsingham, 1907
- H. inflexa Walsingham, 1907
- H. insinuatrix Meyrick, 1928
- H. intermixta Walsingham, 1907
- H. inversella Walsingham, 1907
- H. iodes Walsingham, 1907
- H. irregularis Walsingham, 1907
- H. jugifera Meyrick, 1928
- H. lacertella Walsingham, 1907
- H. lactea Walsingham, 1907
- H. lacticretella Walsingham, 1907
- H. latiflua Meyrick, 1915
- H. lebetella Walsingham, 1907
- H. leporella Walsingham, 1907
- H. limata Walsingham, 1907
- H. lineata Walsingham, 1907
- H. liturata Walsingham, 1907
- H. lixiviella Walsingham, 1907
- H. longitudinalis Walsingham, 1907
- H. lucifer Walsingham, 1907
- H. ludificata Walsingham, 1907
- H. lugens Walsingham, 1907
- H. lunifer Walsingham, 1907
- H. lupella Walsingham, 1907
- H. maestella Walsingham, 1907
- H. malacopa Meyrick, 1915
- H. malornata Walsingham, 1907
- H. mediella Walsingham, 1907
- H. mediospurcata Walsingham, 1907

- H. mesorectis Meyrick, 1915
- H. metallica Walsingham, 1907
- H. metrosiderella Walsingham, 1907
- H. mimema Walsingham, 1907
- H. mimica Walsingham, 1907
- H. modesta Walsingham, 1907
- H. montivolans (Butler, 1882)
- H. mystodoxa Meyrick, 1915
- H. nebulifera Walsingham, 1907
- H. nephelodes Walsingham, 1907
- H. niger Walsingham, 1907
- H. nigralbida Walsingham, 1907
- H. nigrescens Walsingham, 1907
- H. nigrodentata Walsingham, 1907
- H. nipholoncha Meyrick, 1935
- H. niveiceps Walsingham, 1907
- H. nividorsella Walsingham, 1907
- H. notabilis Walsingham, 1907
- H. numida Walsingham, 1907
- H. obliterata Walsingham, 1907
- H. obscura Walsingham, 1907
- H. ocellata Walsingham, 1907
- H. oculifera Walsingham, 1907
- H. ochreocervina Walsingham, 1907
- H. ochreociliata Walsingham, 1907
- H. ochreovittella Walsingham, 1907
- H. ossea Walsingham, 1907
- H. oxypetra Meyrick, 1935
- H. palmivora Meyrick, 1928
- H. pallidipalpis Walsingham, 1907
- H. paradoxa Walsingham, 1907
- H. parda (Butler, 1881)
- H. partita Walsingham, 1907
- H. patriciella Walsingham, 1907
- H. persimilis Walsingham, 1907
- H. petroscia Meyrick, 1915
- H. phalacra Walsingham, 1907
- H. phantasmatella Walsingham, 1907
- H. pharsotoma Meyrick, 1915
- H. picticornis Walsingham, 1907
- H. progressa Walsingham, 1907
- H. prophantis Meyrick, 1915
- H. propinqua Walsingham, 1907
- H. pseudolita Walsingham, 1907
- H. pucciniella Walsingham, 1907
- H. punctifumella Walsingham, 1907
- H. punctiplicata Walsingham, 1907
- H. quadripunctata Walsingham, 1907
- H. quadristriata Walsingham, 1907
- H. quinquimaculata Walsingham, 1907
- H. radiatella Walsingham, 1907
- H. rhabdophora Walsingham, 1907
- H. roseofulva Walsingham, 1907
- H. rubescens Walsingham, 1907
- H. rusius Walsingham, 1907
- H. sabulella Walsingham, 1907
- H. saccophora Walsingham, 1907
- H. saliaris Walsingham, 1907
- H. scandens Walsingham, 1907
- H. scepticella Walsingham, 1907
- H. scolopax Walsingham, 1907
- H. schismatica Walsingham, 1907
- H. semifuscata Walsingham, 1907
- H. sideritis Walsingham, 1907
- H. similis Walsingham, 1907
- H. somatodes Walsingham, 1907
- H. stigmatella Walsingham, 1907
- H. straminella Walsingham, 1907
- H. subargentea Walsingham, 1907
- H. subcitrella Walsingham, 1907
- H. subflavidella Walsingham, 1907
- H. sublimata Walsingham, 1907
- H. subnitida Walsingham, 1907
- H. subscolopax Walsingham, 1907
- H. subsericea Walsingham, 1907
- H. sudorella Walsingham, 1907
- H. syrrhaptes Walsingham, 1907
- H. tarsimaculata Walsingham, 1907
- H. tenuipalpis Walsingham, 1907
- H. tetraonella Walsingham, 1907
- H. thermoxyla Meyrick, 1915
- H. thiatma Meyrick, 1935
- H. thoracella Walsingham, 1907
- H. tomentosa Walsingham, 1907
- H. torella Walsingham, 1907
- H. torquata Walsingham, 1907
- H. tricincta Walsingham, 1907
- H. trilunella Walsingham, 1907
- H. trimaculata Walsingham, 1907
- H. trimelanota Meyrick, 1935
- H. tripartita Walsingham, 1907
- H. triptila Meyrick, 1915
- H. trossulella Walsingham, 1907
- H. turdella Walsingham, 1907
- H. unistriata Walsingham, 1907
- H. vermiculata Walsingham, 1907
- H. vicina Walsingham, 1907
- H. vinicolor Walsingham, 1907
- H. virgata Walsingham, 1907